# Francesco Mastroluca
Francesco Salvatore Mastroluca (Manfredonia, 30 maggio 1952) è un politico italiano.

## Biografia
Già consigliere provinciale a Foggia dal 1990 al 1994, è stato deputato alla Camera per due legislature (XII e XIII) dal 1994 al 2001. In entrambe le occasioni è stato eletto con la coalizione di centrosinistra nel collegio uninominale di Manfredonia.
Dal 2012 è coordinatore regionale pugliese di ASI, associazione che coordina i consorzi di sviluppo industriale.